# Александровская республика
Александровская республика — революционное рабочее самоуправление, возникшее в городе Александров Владимирской губернии в результате восстания во время революции 1905 года и просуществовавшее с 9 по 12 декабря (по другому счету с 7 по 12 декабря).

## Общая ситуация

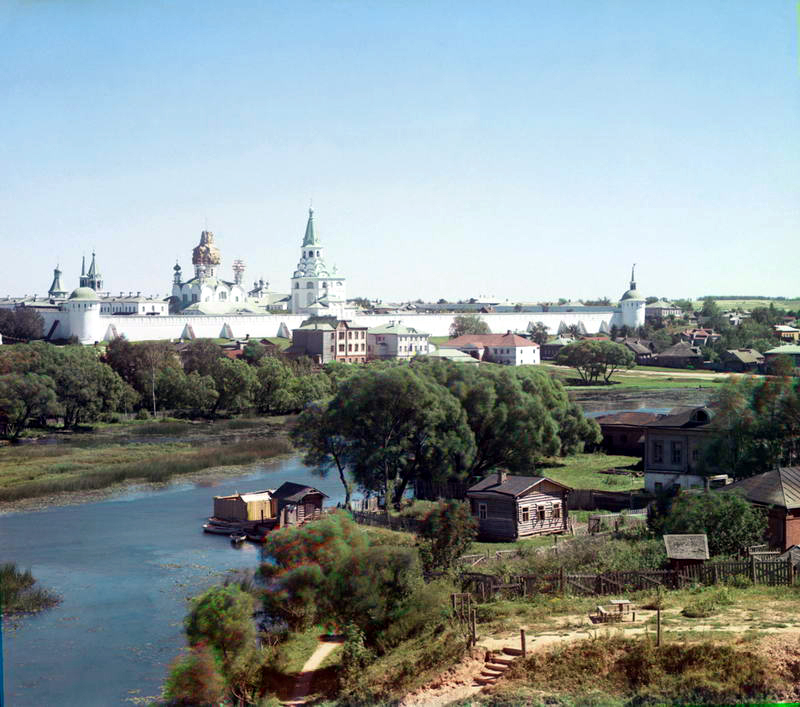
г. Александров в начале XX века. Фото Е. В. Прокудина-Горского, 1911

Манифест 17 октября 1905 года не удовлетворил ожиданий общества и не смог остановить развития революционного кризиса в России. Волны забастовок продолжались, забастовщики формировали рабочие советы, которые поначалу возникли как стачечные комитеты, но в определенных случаях превращались в органы рабочего самоуправления. Организовывались вооруженные рабочие дружины, и в ноябре радикальные партии взяли курс на подготовку вооруженного восстания против самодержавия.
В г. Александрове также шла волна массовых забастовок и революционных митингов. На трех основных предприятиях: фабрике Сергея Баранова, фабрике Ивана Беляева, и фабрике Асафа Баранова в Струнине (в 10 верстах от Александрова) были сформированы рабочие советы. Среди основных лидеров движения был 23-летний социал-демократ Фёдор Иванович Калинин, рабочий фабрики С. Баранова (он недавно вернулся в город из ссылки в Архангельскую губернию, куда был отправлен административным порядком за причастность к подготовке покушения на ярославского губернатора, не доказанную в суде), а также сам владелец этой фабрики, потомственный почетный гражданин Сергей Николаевич Баранов. Выступая на митингах, состоявшихся в Александрове 4 и 6 декабря, Баранов «говорил о том, что правительство не осуществило обещанных реформ, что надо бороться, не платить налогов и т. д.»

## Начало восстания
.

Ф. И. Калинин (1882—1920)

6 декабря 1905 года Московский Совет Рабочих Депутатов принял резолюцию об объявлении на следующий день всеобщей политической забастовки, «всемерно стремясь перевести ее в вооруженное восстание». Утром 7 декабря рабочие Струнинской фабрики, а за ней и фабрики С. Н. Баранова (причем по инициативе самого Баранова) объявили забастовку, после чего разоружили полицию. В Струнине дружинники взяли под охрану фабрику и даже дом местного полицейского надзирателя Ильинского, «чтобы — как говорилось в резолюции рабочего собрания — доказать сему последнему, что рабочие прежде всего видят в человеке человека и что порядок может быть соблюден и без полиции»
Всего рабочих было около 4300 человек; в дальнейших событиях на их стороне участвовали также революционно настроенные жители города и окрестные крестьяне. Опорой власти являлся расквартированный в городе саперный батальон во главе с полковником Шадриным.
Вечером 7 декабря Калинин и Баранов направились в Струнино, где выступили на митинге и договаривались о посылке струнинских рабочих в Александров для захвата оружия. Митинг вынес резолюцию: «действовать совместно с теми, кто отстаивает действительные права народа, требуют освобождения арестованных без суда, отмены смертной казни, созыва Учредительного собрания на основании всеобщего, равного и тайного избирательного права без различия пола и национальностей»,в качестве же практических мер: не платить податей, взять из сберегательных касс деньги, требуя все золотом, абсолютно не пить водки, чтобы уменьшить доходы правительства, и т. п.
Была достигнута договоренность между представителями Александрова и Струнинским советом о посылке в Александров 400 вооруженных рабочих для захвата оружейного склада (14 тыс. винтовок). На следующее утро вместо 400 явилось около 2000 человек, с топорами и т. п. подручными средствами в качестве оружия, и подводами, чтобы перевозить захваченные винтовки. По воспоминаниям участника, «Жены провожали мужей в Александров со слезами, как на войну. Шествие вооруженных рабочих растянулось на несколько верст и представляло из себя внушительную живописную картину».. Полицейские, высланные навстречу рабочим, были разоружены и отпущены после того, как «признали министерский режим негодным»

Фабрика Асафа Баранова в Струнино (Соколовская мануфактура)

Около 2 часов дня 8 декабря толпа около 2500 человек с красными флагами и пением «Рабочей Марсельезы» направилась от фабрики Баранова к Сенной площади (базарная площадь перед казначейством). Рабочие были частично вооружены (по оценке помощника исправника Наумова, около 50 человек, вооруженных охотничьими ружьями, револьверами и шашками). Ораторы (Баранов, некий портной Сизов и некий неизвестный молодой человек в военной форме) произносили «речи конституционного характера». Судя по пересказам его речей, Баранов хвалил манифест 17 октября, лояльно отзывался о личности царя и делал особый упор на необходимость отказа от уплаты налогов, что по его мнению должно обрушить самодержавное правительство. Власть находилась в прострации: исправник Коротков еще 6 декабря исчез из города, оставшийся во главе полиции помощник исправника Наумов с полицейскими укрылся в помещении казначейства, для охраны которого запросил солдат. Однако никаких решительных действий со стороны рабочих так и не было предпринято; между тем полковник Шадрин приказал усилить охрану склада и перевезти затворы от винтовок в казармы. Утром 9 утра Калинин в качестве депутата от рабочих фабрики Баранова явился к командиру батальона и потребовал выдачи Наумова, но, получив отказ, ушел. С тем же требованием вскоре явился Баранов. Баранов пытался уговорить представителей власти перейти на сторону революционного народа, указывая, что победа революции неизбежна и этим шагом они искупят свои грехи на службе старой власти. Получив отказ во всех своих требованиях, Баранов на прощание угрожающе сказал: «Вы хотите, значит, силы, извольте — завтра у меня будет не 2000, а 4000, понадобится — соберу и 20000». Сам Наумов не отдавал никаких распоряжений, но в то же время оказался от предложения полковника передать ему «распорядительную власть» для вооруженного восстановления порядка.

## Установление власти восставших

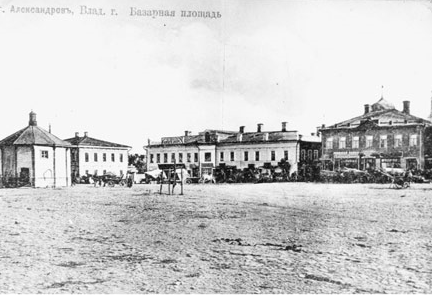
Базарная (Сенная) площадь

Около 6 часов вечера 9 декабря городовые и два полицейских надзирателя вышли из помещения казначейства, были схвачены рабочими, обезоружены и отпущены по домам. Полицейский надзиратель Розанов немедленно телеграфировал о произошедшем во Владимир, губернатору, который распорядился отправить в Александров казаков из Иваново-Вознесенска и Орехова. Затем, когда солдаты, охранявшие казначейство, были выведены на улицу для вечерней поверки, Баранов с рабочими ворвался в казначейство, где они «силой захватив Наумова, зажимая ему рот и оборвав ему погон, обезоружили, вывели на улицу и увезли на фабрику Баранова». Город остался без официальной власти, фактически это был момент установления так называемой «Александровской», или «Барановской», республики. Реально во главе города оказался Баранов и Калинин в качестве его помощника. Они разослали патрули дружинников охранять в городе порядок. Полковник Шадрин телеграфировал губернатору: «Полицейские власти захвачены рабочими. Принимаю на себя начальство над городом и уездом». После чего он назначил своего офицера штабс-капитана Панкова временно исполняющим обязанности исправника.
На следующий день лидеры восстания предполагали захватить оружейный склад, обезоружить саперный батальон, разогнать суды и городскую думу (цензовая дума, которую рабочие не избирали, не могла пользоваться у них авторитетом) — и созвать в помещении Думы митинг, на котором записками от всех участников «избрать шесть лиц в Александровский временный Комитет по управлению делами города». Кроме того, в комитет предполагалось включить депутатов от местных рабочих. Также они начали составлять секретный «проскрипционный список лиц г. Александрова, явно вставших во враждебное отношение к освободительному движению». Утром 10 декабря Панков явился в уездное полицейское управление, где объявил о вступлении в обязанности исправника и начал собирать полицейских и городовых. Около 11 часов утра туда же явился Баранов, в качестве лидера новой власти, чтобы «указать командиру батальона порядок управления»: Баранов не оставлял надежды уговорить военных подчиниться ему. Панков пригласил его на переговоры с Шадриным в казарму, где Баранов и был тотчас арестован. Для обеспечения безопасности чинов полиции, содержавшихся восставшими на фабрике Баранова, последнему было заявлено, что он ответит своей жизнью в случае каких-либо насилий над ними, и разрешено отправить записку об этом Калинину, который и оказался главой восстания после ареста Баранова.

## После ареста Баранова
Известие об аресте Баранова привело к тому, что дальнейшие действия рабочих сводились к борьбе за его освобождение. Около 4 часов дня толпа до 2 тысяч человек собралась перед воротами казарм и посылала депутации с требованием освобождения Баранова (при этом депутацию послали даже ученицы женской гимназии), а получив отказ, пригрозила разгромить офицерские квартиры. Полковник Шадрин приказал стрелять. Всего было дано 3 залпа через закрытые ворота, толпа разбежалась, три человека было ранено, из них один тяжело.
На следующий день в Александров явились вооруженные рабочие из Струнина; также был отправлен поезд с дружинниками Мытищинского завода. Однако единственное что смогли сделать рабочие — это послать делегацию во главе со струнинским фабричным священником, чтобы вновь потребовать освобождения Баранова и вновь получить отказ. Вечером в город приехала дружина из Мытищ, но быстро вернулась обратно. В ночь на 12 декабря штабс-капитан Петров неожиданным налетом на фабрику Баранова освободил содержавшихся там полицейских.

## Подавление восстания

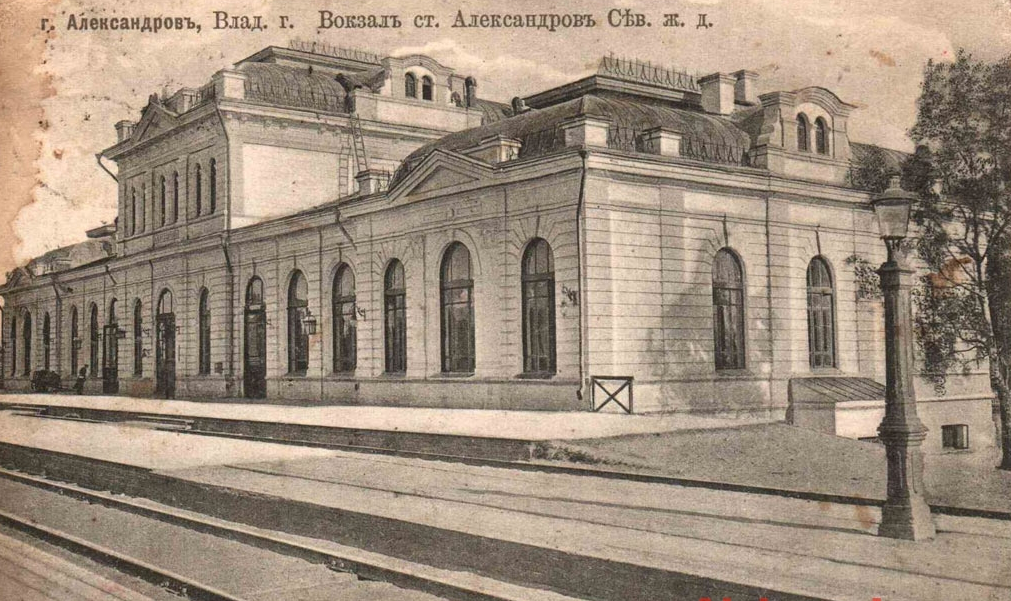
Станция Александров

в 4 часа дня 12 декабря в город прибыл из Иваново-Вознесенска взвод казаков (30 человек) Донского казачьего полка. Это позволило Шадрину приступить к «наведению порядка». С утра 13 декабря солдаты и казаки обыскали фабрику Баранова и захватили находящееся там оружие. Сопротивления им оказано не было; впрочем, большинство барановских рабочих было на митинге в Струнине. В то же время штабс-капитан Панков занял станцию Александров. В тот же день была получена телеграмма от владимирского губернатора об объявлении Александрова и уезда на положении чрезвычайной охраны (чрезвычайном положении).
После этого оставалось покончить только с «гнездом мятежников» в Струнине, и на следующее утро (14 декабря) туда были отправлены казаки и рота саперов. Они окружили фабрику и потребовали выдачи оружия, что после некоторых колебаний и было рабочими исполнено. Фабрика была подвергнута обыску, на ней были оставлены казаки. Красный флаг, стоявший на сцене фабричного театра (где проходили митинги) был изрублен и сожжен. 15 декабря в Александрове были произведены первые аресты причастных к мятежу, 17 декабря в Струнино был отправлен воинский поезд с (прибывшей накануне из Ярославля) артиллерией, и были произведены аресты «главных агитаторов».
Всего было арестовано 42 человека во главе с Барановым и Калининым.

## Судебный процесс
Процесс состоялся во Владимире в 1907 году. Баранов получил 3,5 года тюрьмы, Калинин — 2 года и 2 месяца. На суде С. Баранов заявил себя как сторонник умеренного конституционализма на платформе манифеста 17 октября, более не верящий в осуществимость в ближайшие годы республики в крестьянской стране. Он заявил: «Я искренне убежден в том, что республика сейчас несвоевременна, и дело вовсе не в республике, а в той конституции, которую мы получили… я составлял сообщество, не стоящее против личности царя, а против того невозможного строя, в котором мы теперь находимся».